# House Party
House Party ist eine US-amerikanische Filmkomödie aus dem Jahr 1990.

## Handlung
Christoper Harris, genannt Kid, plant mit seinen beiden besten Freunden Play und Bilal eine Party in Plays Elternhaus, da dessen Eltern verreist sind. Unglücklicherweise kommt es in der Schule während der Mittagspause zu einem Streit mit Stab und dessen Clique, sodass er von der Rektorin wegen ungebührlichen Verhaltens vorgeladen wird. Er hofft nun, dass sein Vater, Pop, nichts davon mitbekommt, damit er weiterhin auf die Party kann. Als er aber einen Anruf erhält, verbietet dieser ihm den Besuch mit der Begründung, dass er sich auf die Schule konzentrieren solle, damit Kid nicht genauso ende wie er selbst. Währenddessen laufen die Vorbereitungen zur Party an und die beiden Mädchen Sidney und Sharane überlegen sich, ob sie Kid oder Play interessanter finden. Damit Kid auch eines dieser Mädchen abbekommt, macht er sich auf den Weg zur Party. Doch er wird unterwegs von Polizisten und von Stab sowie dessen Jungs aufgehalten, sodass er nach einer abenteuerlichen Flucht auf einem Galadinner landet, bei dem er sich das Mikro schnappt und rappt. Dabei wird er von Stab unterbrochen, der ihn verprügeln will. Nur die Polizei kann dies verhindern. Doch weil die Gäste keine Anzeige erstatten, kann Kid noch rechtzeitig zur Party kommen.
Doch Kid darf dort nicht rappen, da Bilal es ihm verbietet. Schließlich sei es Plays Party, weswegen das Mikro für ihn reserviert sei. Also versucht er wenigstens einem Mädchen näher zu kommen, wobei er und Bilal permanent abgewiesen werden. Dementsprechend feiern sie umso heftiger und dabei so laut, dass sich der Nachbar Walther belästigt fühlt und die Polizei anruft. Statt der Polizei schaut Stab mit seinen Freunden bei der Party vorbei und macht Ärger. Da sie jedoch abgewiesen werden, versuchen sie das Haus abzubrennen. Gerade als sie dabei sind, das Benzin zu verteilen, erscheint die Polizei und nimmt Stab und seine Jungs mit, wobei sie ihn nicht aufs Revier bringen, sondern runter zu den Docks, wo sie Plan 16c ausführen wollen. Derweil neigt sich, nachdem sich Kid und Play beim Rappen duellierten, die Party dem Ende entgegen. Sharane verabredet sich mit Play, Play bringt Chill nach Hause und Sidney begleitet Kid auf dem Weg nach Hause. Dabei unterhalten sich beide intensiv und kommen einander näher, sodass sie später gemeinsam im Bett landen. Allerdings kommt es nicht zum Sex, da Sidneys Eltern vom Galadinner nach Hause kommen.
Kid flüchtet nach draußen und wird von Stab und dessen Freunden erneut zur Flucht getrieben. Er versteckt sich in einem Kühlschrank und wird anschließend gemeinsam mit Stabs Clique verhaftet. Von dort aus ruft er Play an, der genügend Kaution aufbringen soll. Mit Hilfe von Bilal, Sharane und Sidney holt Play ihn aus dem Gefängnis, bevor er mit seinem kläglichen Versuch, sich vor der Schlägerei frei zu rappen, scheitern kann. Auf der Heimfahrt sind Play und Sharane sowie Kid und Sidney einander näher gekommen. Allerdings wartet auf Kid zu Hause noch die Strafe für das nächtliche Wegschleichen.

## Kritik
Der Filmkritiker der New York Times, Vincent Canby, sah in diesem „authentisch wirkenden“, „überschäumenden Debütfilm“ eine „Leichtigkeit, groben Witz und Unmittelbarkeit eines Raps, der gerade von jemanden in Hochform improvisiert wird.“ Der Film falle viel „weniger durch wichtige Themen, komplexe Handlungen und prägnante Dialoge, als durch überschwängliche Action und Verhalten“ auf, denn „Stil ist alles im Film.“ Es bliebe auch nichts anderes übrig, denn die Handlung sei „nicht der Rede wert.“ Er lobte auch die Hauptdarsteller, die durch House Party „wie Perfomancekünstler auf der Bühne [...] durch die Handlung hüpfen und sich durchschlängeln.“
„In erster Linie ist der Film ein Musical,“ meinte der renommierte Filmkritiker Roger Ebert, wobei die Handlung nur dazu diene, Musik zu präsentieren und die Verfolgungsjagden zu nichts anderem, als die Rasanz der Party zu verdeutlichen. Er lobte, dass in dieser „langen Nacht des milden Slapsticks“ Schwarze mit „einer Frische und Originalität, die in modernen Filmen selten ist,“ gezeigt werden. Ebenfalls lobte er die Hauptdarsteller, insbesondere Christopher Reid, durch dessen „natürliche, ungekünstelte Darstellung“ der Film „einen Großteil seiner Energie“ erhalte.
Das Genre des Teenagerfilms habe sich „nicht gerade mit Ruhm bekleckert, aber House Party ist eine Ausnahme,“ meinte Hal Hinson von der Washington Post. Der Film sei „vergnügt frech“"und habe einen „lockeren und rhythmischen Stil,“ was vor allen daran läge, dass Hudlin „das Niveau bei den Witzen und der Energy aufrecht halten“ könne. Dabei kommt dem Film zugute, dass Hudlin „alles ernst, nur nicht zu ernst“ nimmt und „die Besetzung, welche bemerkenswerterweise überzeugt.“ Allerdings bemängelte Hinson auch, dass die ganze Inspiration über den Film verteilt „nicht das gleiche Niveau“ hätte, weswegen er zum Schluss kam, dass es sich um „keinen großartigen“ aber zumindest einen „von Herzen kommenden und ungeheuer einnehmenden“ Film handelt.
Das Lexikon des internationalen Films meinte: „Ein mit Rap-Musik unterlegtes schwarzes Teenie-Movie, das alle inszenatorischen Möglichkeiten des Musik- und Tanzfilms verschenkt. Außer flotten Sprüchen, einem sympathischen Hauptdarsteller und verlogener Moral hat der Film nichts zu bieten.“

## Hintergrund
Der Film basiert auf einem Kurzfilm, den Reginald Hudlin zuvor während seiner Studienzeit an der Harvard University inszenierte. Ursprünglich war der Spielfilm für Will Smith und DJ Jazzy Jeff geschrieben worden. Allerdings sagten beide ab.
Der Film erhielt bei den Independent Spirit Awards 1991 sieben Nominierungen (Bester Debütfilm, Bester Hauptdarsteller, Bester Nebendarsteller, zweimal Beste Nebendarstellerin, Beste Regie, Beste Kamera).
Der Film hatte ein Produktionsbudget von 2,5 Mio. US-Dollar. Nach seinem Kinostart spielte er allein in den USA über 26 Mio. US-Dollar an den Kinokassen wieder ein.
House Party wurde 2022 in das National Film Registry aufgenommen.

## Fortsetzungen
Der Film zog drei Fortsetzungen nach sich. 1991 entstand House Party 2, in den Hauptrollen sind erneut Christopher Reid und Martin Lawrence zu sehen. House Party 3 wurde 1993 produziert. Den Abschluss der Filmreihe bildet House Party 4: Down to the Last Minute, eine Direct-to-Video-Produktion aus dem Jahr 2001, an der keiner der Originaldarsteller beteiligt war.